# Бодажков, Дмитрий Петрович
Дмитрий Петрович Бодажков (1926 — 1968) — советский передовик сельского хозяйства. Участник Великой Отечественной войны. Герой Социалистического Труда (1966).

## Биография
Родился 15 мая 1926 года в деревне Бодажково, Томского округа Сибирского края в крестьянской семье.
Окончил пять классов сельской школы и в период Великой Отечественной войны работал — трактористом в сельскохозяйственной артели «Победитель» Томского района.
С апреля 1944 года был призван в ряды Красной Армии и направлен на службу в  24-й запасной артиллерийский полк. С сентября 1944 года служил — в артиллерийском полку 24-й гвардейской воздушно-десантной бригады. Участник Великой Отечественной войны с февраля по май 1945 года — воевал в составе 9-й гвардейской армии на 2-м Украинском и 3-м Украинском фронтах.
В 1945 году Д. П. Бодажков был демобилизован из рядов Советской армии. Работал бригадиром полеводческой бригады Томского района. С 1950 года — председатель колхоза «Красный борец» Томского района. С 1954 года после окончания Томской  сельскохозяйственной школы был назначен — председателем колхоза «Красный Октябрь» Томского района.
С 1960 года — директор совхоза «Рыбаловский» Томского района. В короткий срок Д. П. Бодажков вывел отстающее хозяйство сначала в рентабельные, а затем и в — передовое. Особенно велики были успехи в мясо-молочном животноводстве — средние надои молока на корову по совхозу под руководством Д. П. Бодажкова — были лучшими по всему Западно-Сибирскому региону.
22 марта 1966 года Указом Президиума Верховного Совета СССР «за выдающиеся успехи в развитии животноводства, увеличении производства и заготовок мяса, молока, яиц, шерсти и другой продукции»  Дмитрий Петрович Бодажков был удостоен звания Героя Социалистического Труда с вручением Ордена Ленина и золотой медали «Серп и Молот».
Депутат Томского областного Совета депутатов трудящихся. Член Томского обкома и Томского райкома КПСС.
Умер 2 января 1968 года. Похоронен в деревне Рыбалово Томского района Томской области.

## Награды
- Медаль «Серп и Молот» (22.03.1966)
- Орден Ленина (22.03.1966)